# Flossenfüße
Die Flossenfüße (Pygopodidae) bilden eine Familie in der Klasse der Reptilien (Reptilia). Sie sind in Australien und mit zwei Arten in Neuguinea endemisch. Sie bewohnen Erdhöhlen an der Oberfläche oder graben tiefere Wohnhöhlen und sind nachtaktiv.

## Merkmale
Alle 44 Arten der Flossenfüße ähneln im Erscheinungsbild mit ihren langgestreckten Körpern und den zu verschuppten Fortsätzen oder zu nur einer Kralle zurückgebildeten Hinterbeinen den Schlangen. Die Vorderbeine fehlen ganz. Je nach Art ist der Schwanz genau so lang bis viermal so lang wie die Kopf-Rumpf-Länge. Der Kopf ist kaum vom Körper abgesetzt und konisch zugespitzt. Einige Flossenfüße erreichen nur eine Größe von sieben Zentimetern, die größte Art, der Neuguinea-Flossenfuß (Lialis jicari) wird 75 Zentimeter lang. Flossenfüße häuten sich wie alle Schuppenkriechtiere und streifen die alte Haut im ganzen ab.

## Lebensweise
In ihrer Anpassung an den Lebensraum lassen sich die Flossenfüße in zwei Gruppen unterteilen. Die erste lebt eher auf der Bodenoberfläche. Angehörige dieser Gruppe haben einen langen Schwanz, von außen sichtbare Gehörgänge und oft einen stark zugespitzten Kopf. Die zweite Gruppe lebt wühlend im Bodengrund. Bei ihnen sind die Hinterbeine noch stärker reduziert, der Schwanz ist kürzer, der Kopf kegelförmig und die Gehörgänge sind nicht sichtbar.
Flossenfüße ernähren sich von Insekten, Spinnen, kleinen Echsen und Schlangen. Die Gattung der Neuguinea-Flossenfüße (Lialis) hat sich auf Skinke spezialisiert.
Manche Arten aus der Gattung Glattschuppen-Flossenfüße (Delma) haben eine erstaunliche Strategie zur Verteidigung. Bei Gefahr stellen sie sich auf ihren schlanken aber kräftigen Schwanz und springen unter Zuhilfenahme ihrer Schwanzmuskeln mehrmals hintereinander in die Luft, um den Feind zu verunsichern. Zudem wird bei jedem Abheben vom Boden die Richtung geändert. Einige australische Arten sehen jungen Giftnattern (Elapidae) täuschend ähnlich (Mimikry).
Alle Arten legen zwei pergamentschalige Eier.

## Systematik

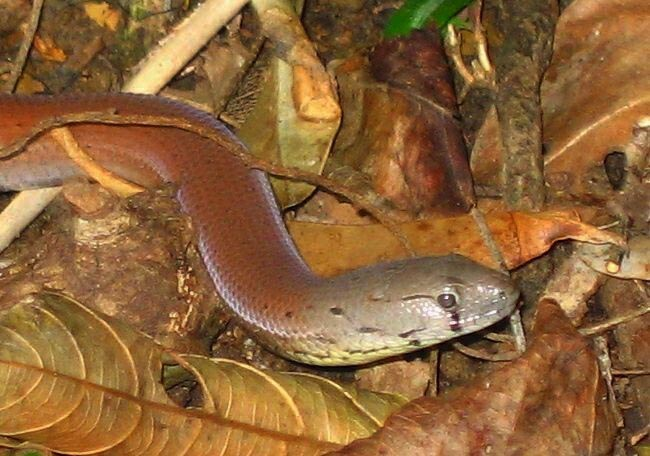
Schlangen-Flossenfuß
(Pygopus lepidopodus)

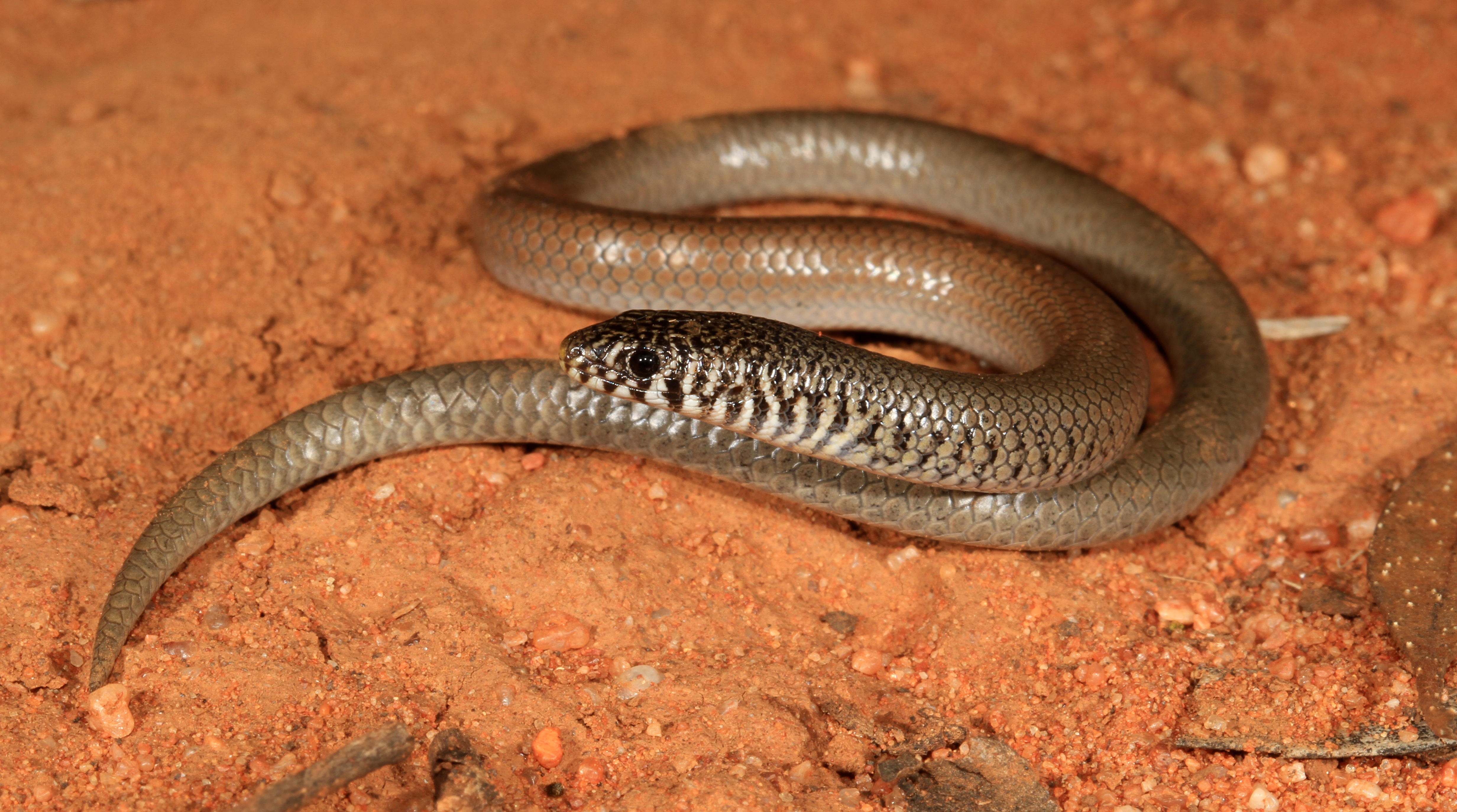
Delma australis

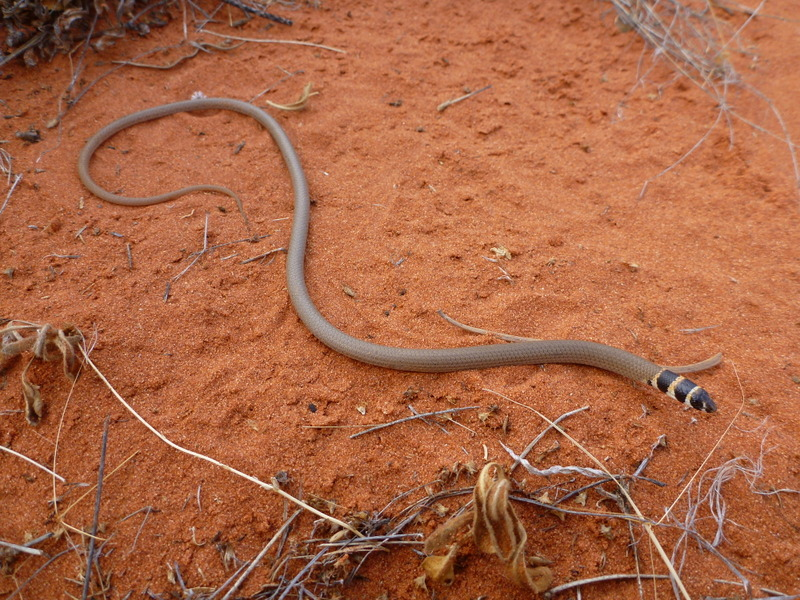
Delma desmosa

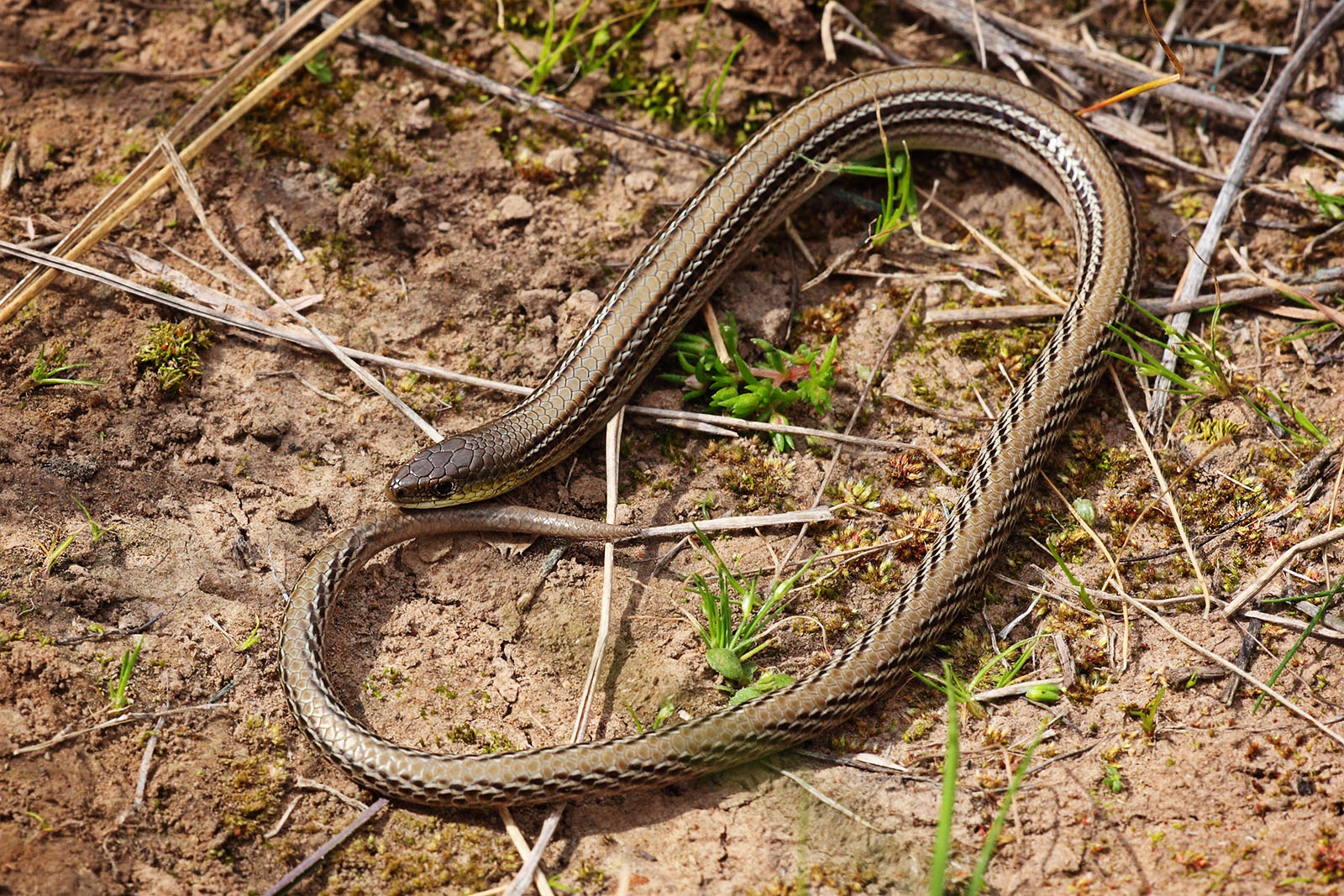
Delma impar

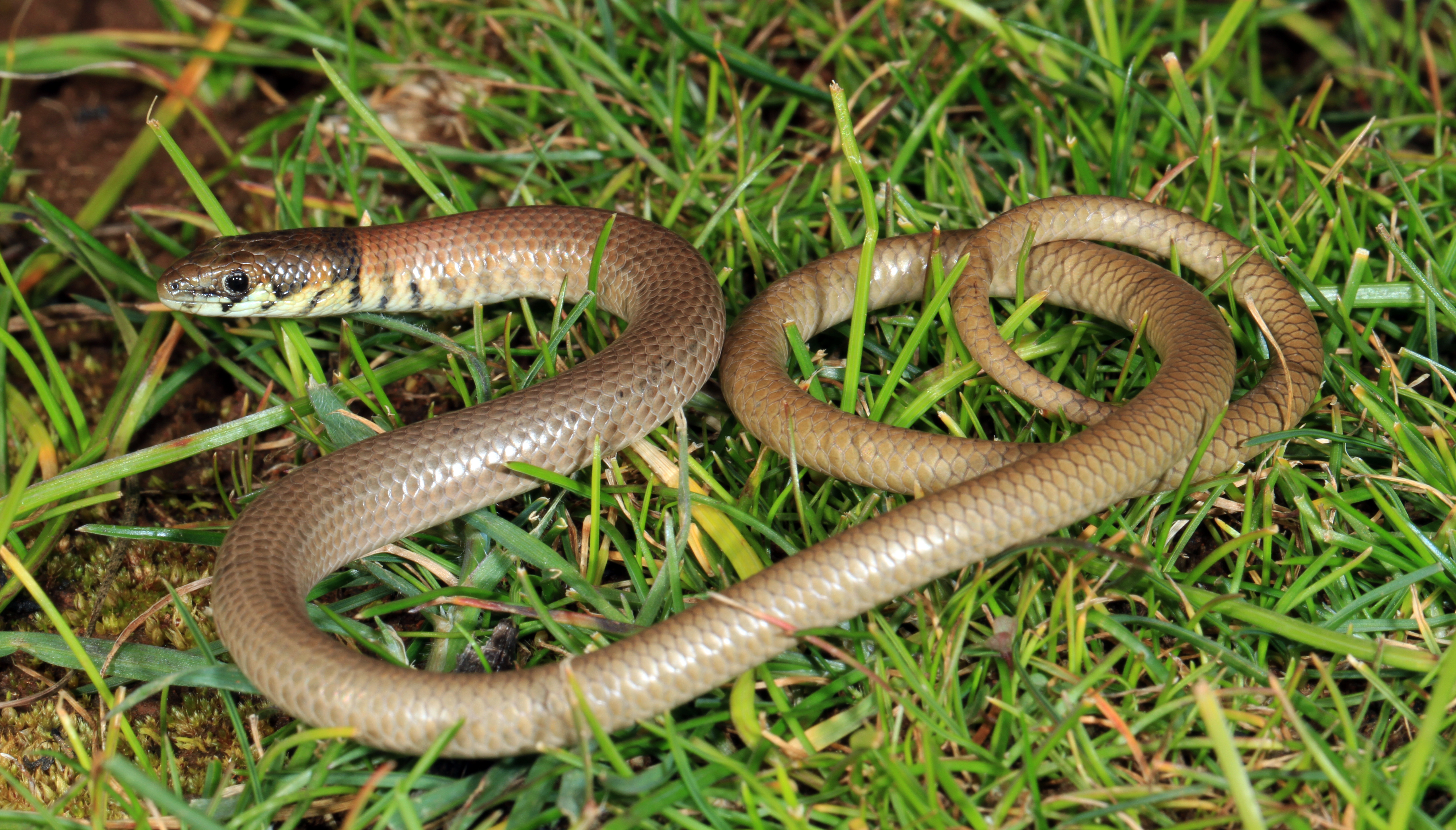
Delma molleri

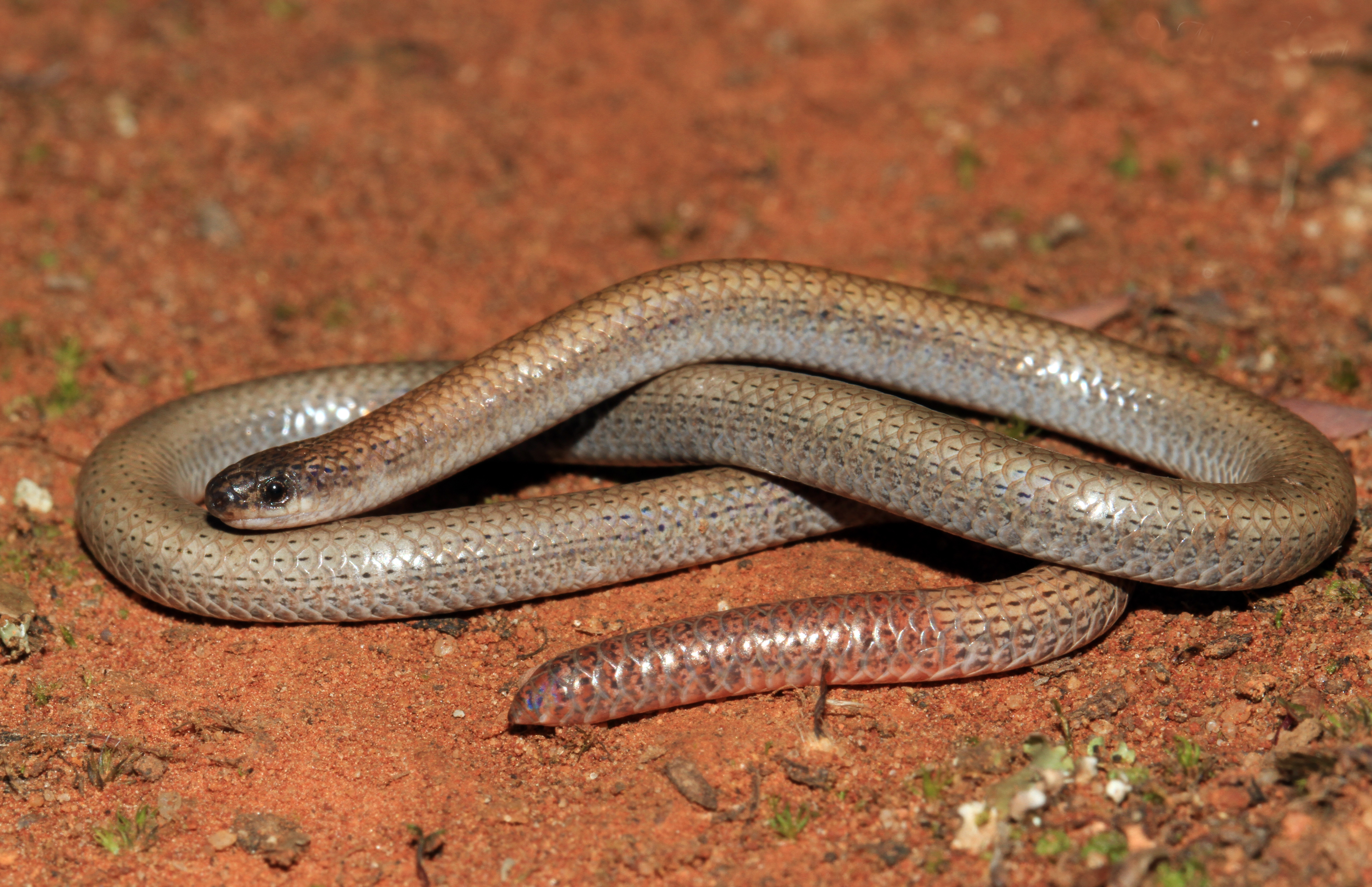
Schmuckflossenfuß (Aprasia parapulchella)

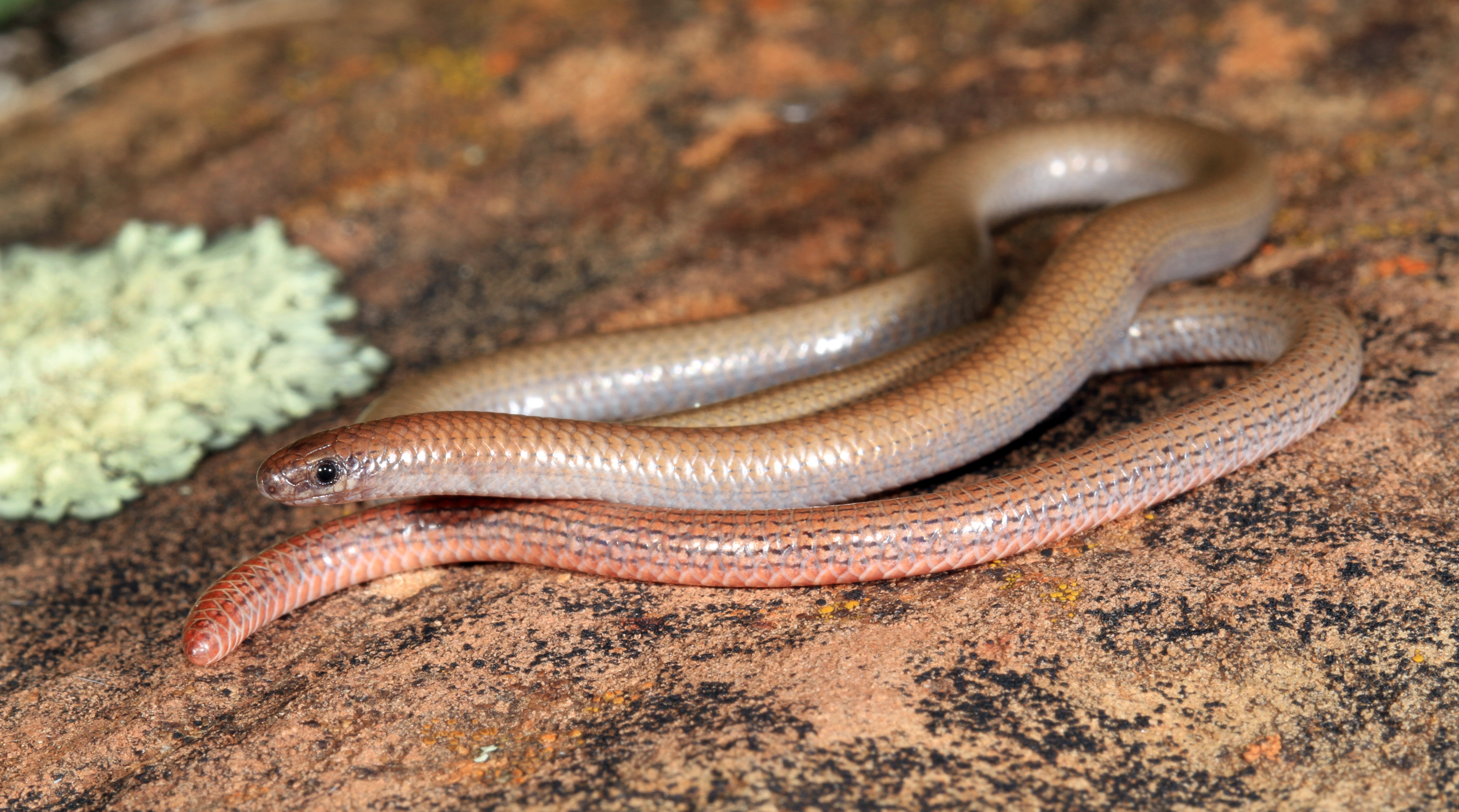
Aprasia pseudopulchella

Flossenfüße sind eng mit den Geckos (Gekkonidae) verwandt, mit denen sie zahlreiche gemeinsame Merkmale, hauptsächlich im Aufbau des Schädels, haben. Sie sind, wie viele Geckoarten, in der Lage Töne zu erzeugen, säubern wie diese regelmäßig ihre Augen mit der fleischigen Zunge und ihre unteren durchsichtigen Augenlider sind mit den oberen verwachsen. Sie sind die Schwestergruppe der Doppelfingergeckos (Diplodactylidae), die in Australien und im südwestpazifischen Raum endemisch sind.
Die Familie Pygopodidae umfasst derzeit 46 Arten aus 7 Gattungen:
- Familie: Pygopodidae
  - Unterfamilie: Pygopodinae Boulenger, 1884
    - Gattung: Paradelma Kinghorn, 1926
      - Südlicher Flossenfuß (Paradelma orientalis (Günther, 1876))

    - Gattung: Flossenfüße (Pygopus Merrem, 1820)
      - Schlangen-Flossenfuß (Pygopus lepidopodus (Lacépéde, 1804))
      - Westlicher Flossenfuß (Pygopus nigriceps (Fischer, 1882))
      - Pygopus robertsi Oliver, Couper & Amey, 2010
      - Pygopus schraderi Boulenger, 1913
      - Pygopus steelescotti James, Donnellan & Hutchinson, 2001

    - Gattung: Glattschuppen-Flossenfüße (Delma Gray, 1830)
      - Delma australis Kluge, 1974
      - Delma borea Kluge, 1974
      - Delma butleri Storr, 1987
      - Delma concinna (Kluge, 1974)
      - Delma desmosa Maryan, Aplin & Adams, 2007
      - Delma elegans Kluge, 1974
      - Frasers Flossenfuß (Delma fraseri Gray, 1831)
      - Delma grayii Smith, 1849
      - Delma haroldi Storr, 1987
      - Delma hebesa Maryan, Adams & Aplin, 2015
      - Delma impar (Fischer, 1882)
      - Schmuckloser Flossenfuß (Delma inornata Kluge, 1974)
      - Delma labialis Shea, 1987
      - Delma mitella Shea, 1987
      - Delma molleri Lütken, 1863
      - Spitzschnäuziger Flossenfuß (Delma nasuta Kluge, 1974)
      - Delma pax Kluge, 1974
      - Delma petersoni Shea, 1991
      - Delma plebeia De Vis, 1888
      - Delma tealei Maryan, Aplin & Adams, 2007
      - Delma tincta De Vis, 1888
      - Delma torquata Kluge, 1974
      - Delma vescolineata Mahony, Cutajar & Rowley, 2022[2]

  - Unterfamilie : Lialisinae Gray, 1841
    - Tribus: Lialisini Boulenger, 1884
      - Gattung: Neuguinea-Flossenfüße (Lialis Gray, 1835)
        - Burtons Spitzkopf-Flossenfuß (Lialis burtonis Gray, 1835)
        - Neuguinea-Flossenfuß (Lialis jicari Boulenger, 1903)

    - Tribus: Aprasiaini Gray, 1839
      - Untertribus: Pletholaxini
        - Gattung: Pletholax Cope, 1864
          - Pletholax gracilis (Cope, 1864)

      - Untertribus: Aprasiaini
        - Gattung: Aprasia Gray, 1839
          - Aprasia aurita Kluge, 1974
          - Aprasia clairae Maryan, How & Adams, 2013
          - Aprasia haroldi Storr, 1978
          - Aprasia inaurita Kluge, 1974
          - Aprasia litorea Maryan, How & Adams, 2013
          - Schmuckflossenfuß (Aprasia parapulchella Kluge, 1974)
          - Aprasia picturata Smith & Henry, 1999
          - Aprasia pseudopulchella Kluge, 1974
          - Aprasia pulchella Gray, 1839
          - Aprasia repens (Fry, 1914)
          - Aprasia rostrata Parker, 1956 (Synonym Aprasia fusca)
          - Aprasia smithi Storr, 1970
          - Streifenflossenfuß (Aprasia striolata Lütken, 1863)
          - Aprasia wicherina Maryan, Adams & Aplin, 2015

        - Gattung: Ophidiocephalus Lucas & Frost, 1897
          - Australischer Flossenfuß (Ophidiocephalus taeniatus Lucas & Frost, 1897)